# Golden Delicious
『Golden Delicious』（ゴールデン デリシャス）は斉藤和義のベスト・アルバム。1998年12月2日発売。発売元はファンハウス。規格品番：FHCF-2445。

## 概要
ファンハウス時代のシングルを中心に収録した初のベスト・アルバム。本アルバム用に再レコーディングされた楽曲も収録。初回限定盤のみ「歌うたいのバラッド」の1998/08/08日比谷野外音楽堂ライブテイクを収録した8cmCD付。

## 収録曲
| 全作詞・作曲: 斉藤和義（※特記以外）。 |                                                     |                       |                       |                    |      |
| #                                     | タイトル                                            | 作詞                  | 作曲・編曲            | 編曲               | 時間 |
| 1.                                    | 「僕の見たビートルズはTVの中」                      | 斉藤和義（※特記以外） | 斉藤和義（※特記以外） | 斉藤和義、松尾一彦 | 4:51 |
| 2.                                    | 「彼女」                                            | 斉藤和義（※特記以外） | 斉藤和義（※特記以外） | 斉藤和義、松尾一彦 | 4:43 |
| 3.                                    | 「何もないテーブルに」                              | 斉藤和義（※特記以外） | 斉藤和義（※特記以外） | 斉藤和義、松尾一彦 | 4:37 |
| 4.                                    | 「君の顔が好きだ」                                  | 斉藤和義（※特記以外） | 斉藤和義（※特記以外） | 斉藤和義           | 3:35 |
| 5.                                    | 「歩いて帰ろう」                                    | 斉藤和義（※特記以外） | 斉藤和義（※特記以外） | 斉藤和義、松尾一彦 | 3:30 |
| 6.                                    | 「何となく嫌な夜 (Remix)」                          | 斉藤和義（※特記以外） | 斉藤和義（※特記以外） | 斉藤和義、松尾一彦 | 5:11 |
| 7.                                    | 「レノンの夢も (New Recording)」                    | 斉藤和義（※特記以外） | 斉藤和義（※特記以外） | 斉藤和義           | 4:25 |
| 8.                                    | 「無意識と意識の間で ('95 3.3 at SHIBUYA KOKAIDO)」 | 斉藤和義（※特記以外） | 斉藤和義（※特記以外） | 斉藤和義           | 6:34 |
| 9.                                    | 「何処へ行こう」                                    | 斉藤和義（※特記以外） | 斉藤和義（※特記以外） | 斉藤和義、宮内和之 | 5:17 |
| 10.                                   | 「FIRE DOG」(※作曲: 斉藤和義・KAZUHIRO ISHIZAKA)    | 斉藤和義（※特記以外） | 斉藤和義（※特記以外） | 斉藤和義           | 3:59 |
| 11.                                   | 「老人の歌」                                        | 斉藤和義（※特記以外） | 斉藤和義（※特記以外） | 斉藤和義           | 6:02 |
| 12.                                   | 「郷愁」                                            | 斉藤和義（※特記以外） | 斉藤和義（※特記以外） | 斉藤和義           | 4:10 |
| 13.                                   | 「ワッフル ワンダフル」                             | 斉藤和義（※特記以外） | 斉藤和義（※特記以外） | 斉藤和義           | 3:51 |
| 14.                                   | 「幸福な朝食 退屈な夕食」                           | 斉藤和義（※特記以外） | 斉藤和義（※特記以外） | 斉藤和義           | 5:51 |
| 15.                                   | 「歌うたいのバラッド」                              | 斉藤和義（※特記以外） | 斉藤和義（※特記以外） | 斉藤和義           | 6:36 |
| 16.                                   | 「月影」                                            | 斉藤和義（※特記以外） | 斉藤和義（※特記以外） | 斉藤和義           | 5:01 |
| 合計時間:                             | 合計時間:                                           | 合計時間:             | 78:13                 |                    |      |

### 解説
1. 僕の見たビートルズはTVの中
1stシングル
2. 彼女
5thシングル
3. 何もないテーブルに
アルバム『素敵な匂いの世界』収録
4. 君の顔が好きだ
3rdシングル
5. 歩いて帰ろう
4thシングル
6. 何となく嫌な夜 (Remix)
アルバム『WONDERFUL FISH』収録
7. レノンの夢も (New Recording)
アルバム『WONDERFUL FISH』収録
8. 無意識と意識の間で ('95 3.3 at SHIBUYA KOKAIDO)
シングル「dé jà vu」収録
9. 何処へ行こう
アルバム『FIRE DOG』収録
10. FIRE DOG
アルバム『FIRE DOG』収録
11. 老人の歌
アルバム『FIRE DOG』収録
12. 郷愁
13thシングル
13. ワッフル ワンダフル
アルバム『ジレンマ』収録
14. 幸福な朝食 退屈な夕食
14thシングル
15. 歌うたいのバラッド
15thシングル
16. 月影
アルバム『Because』収録